# Kirby: Planet Robobot
Kirby: Planet Robobot é um vídeo jogo de plataformas desenvolvido pela HAL Laboratory e publicado pela Nintendo, lançado no Nintendo 3DS , em abril de 2016, no Japão e em junho de 2016, na América do Norte e Europa. O jogo inclui um modo multiplayer, e é compatível com o amiibo. Novas versões do amiibo Kirby, Waddle Dee, King Dedede e  Meta Knight são comercializados desde o lançamento. O jogo foi anunciado oficialmente durante a Nintendo Direct de 3 de março de 2016.

## História
Robôs de uma empresa chamada Halttman Works invadem Pop Star. King Dedede e Meta Knight tentam se evadir de volta, mas não conseguem. Kirby, em seguida, se entarefa de resolver a situação. Logo ele conhece Susie, a Secretária executiva da compania que tenta impedi-lo de impedir a emresa de sugar todos os materiais necessários para a vida e mecanizar o planeta, mas a compania já tinha mecanizado quase todo o planeta, incluindo alguns amigos de Kirby como Dedede, Meta Knight e Whispy Woods. Depois de toda a aventura Kirby chega a Arca de Acesso onde luta com Susie Mais uma vez, até que o seu chefe diz para que ela pare. Ele é Max Halttman, o CEO da empresa que luta com Kirby e perde. Ele tenta um último esforço onde invoca o Supercomputador mais poderoso do mundo para destruir Kirby, mas Susie rouba o  capacete de controle no momento Halltman tenta usá-lo. Fazendo com que ele perca controle do corpo e o Computador Star Dream assuma o controle de tudo. Susie revela a Kirby que é a filha perdida de Halltman e que seu pai tentou busca-la por todos esses anos, mas Star Dream lentamente o influenciou para a esquecer e começar a mecanizar planetas. Logo Meta Knight chega com sua nave, a Halberd e Kirby com seu robô copia e se funde com a Nave para destruir o computador.
Depois de uma difícil batalha, o computador revela sua verdadeira forma, ele é um Nova! Uma espécie de ser galático que realiza desejos que apareceu pela primeira vez em Kirby Super Star. Logo Kirby o destrói e volta a Pop Star, onde Tudo volta ao normal.

## Jogabilidade
O jogador controla Kirby através de seis mundos diferentes para salvar Dream Land da invasão mecânica. O jogo mantém a engine de Kirby: Triple Deluxe, deixando a jogabilidade semelhante, Kirby pode andar, correr, saltar, voar (pressionando repetidamente o botão de pulo) e aspirar seus inimigos. Aspirando alguns, ele pode copiar seus poderes e usá-los contra seus inimigos (podendo abandonar a habilidade a qualquer momento). Durante os níveis, Kirby deverá pegar itens chamados "Code Cubes" para poder avançar. Assim como os Sun Stones em Triple Deluxe, é preciso um certo número para ser capaz de enfrentar o chefe no final de uma zona, e pegar todos os Code Cubes de um mundo dá acesso a um nível extra.
A novidade do jogo é a Armadura Robobot. Em certos locais das fases, Kirby pode encontrar uma Armadura Robobot e usa-lá para lutar contra os inimigos. Assim como o próprio Kirby, a Armadura também pode escanear e copiar os poderes dos inimigos. No entanto, seu número de habilidades é bem menor doque como o Kirby fora da armadura.
Além do modo história, o jogo oferece três outros modos: "Kirby's Blowout Blast", em que Kirby deve lutar contra os inimigos em um ambiente tridimensional, "Meta Knightmare Returns" Baseado em "Meta Knightmare" e "Meta KnightMare Ultra" De Kirby: Nightmare in Dream Land e Kirby Super Star Ultra respectivamente, onde o Meta Knight vai por uma aventura com fases iguais as do Kirby, mas muito mais dificíl e com chefes exclusivos, e "The Arena" e "The True Arena", em que o jogar luta contra todos os chefes jogo seguidamente.

## Habilidades de Cópia
Além dos poderes clássicos (espada, martelo, relâmpago e etc), Kirby obtém 3 novas habilidades, Doutor (possível referência a Dr. Mario), Psíquico (possível referência a Ness de EarthBound) e Poison, que lembra muito a habilidade Água de Kirby's Return to Dream Land. Mirror e Jet, duas habilidades até então exclusivas do Kirby Super Star retornam, e Smash Bros. que havia aparecido apenas em em Kirby & the Amazing Mirror e Kirby's Dream Collection, também volta a aparecer nesse jogo.

## Desenvolvimento
O jogo originalmente foi planejado para ser uma continuação direta de Kirby: Triple Deluxe, sendo referido como Kirby: Triple Deluxe 2 durante o início do desenvolvimento. Uma vez que foi decidido que o tema do jogo giraria em torno da máquinas e industrialização, o nome do jogo foi mudado para Kirby: HAGANE (hagane significa "aço" em japonês). O título passou por mais algumas mudanças, Kirby: Robot Planet e Roborobo Planet foram alguns dos nomes idealizados pro jogo, mas no fim, Planet Robobot foi escolhido, para manter a diversão do universo Kirby. Foi do título escolhido que a Armadura Robobot recebeu esse nome.